# In den Klauen des Borgia
In den Klauen des Borgia (Originaltitel: Prince of Foxes) ist ein Ende 1948 entstandenes, US-amerikanisches Historienfilmdrama von Henry King mit Tyrone Power und Orson Welles in den Hauptrollen. Der Geschichte liegt der fiktive Roman Prince of Foxes (1947) von Samuel Shellabarger zugrunde.

## Handlung
Italien, zu Beginn der Hochrenaissance. Im Jahre 1500 ist Cesare Borgia einer der mächtigsten Herrscher des Landes, aber dies reicht ihm noch nicht: Er beabsichtigt, die Kontrolle über ganz Mittel- und Norditalien zu erlangen. Um dieses Ziel zu erreichen, plant der Fürst, seine Schwester Lucrezia, deren Ehemann er gerade umbringen ließ, mit Alfonso, dem Sohn seines Feindes, dem Herzog Ercole d’Este von Ferrara, zu verheiraten. Borgia wählt für seinen abgefeimten Plan einen Helfer, den jungen Andrea Orsini, seines Zeichens ein begabter Malkünstler. Er soll dabei helfen, diese Ehe zu arrangieren. Andrea, der in Borgias Cousine Angela verliebt ist, reist über Venedig nach Ferrara, wo er Camilla, der jungen Gattin des betagten Herzogs von Varano, während des Verkaufs einiger Gemälde begegnet. Nachdem Andrea ein Gemälde gegen einen von Camillas Ringen eintauscht hat, kehrt er in seine Unterkunft zurück und wird von Mario Belli angegriffen, einem Attentäter, der vom Herzog d‘Este angeheuert wurde, um ihn zu töten. Als Andrea ihn niederringt, bietet Belli an, in Andreas Dienste zu treten und ihn nach Ferrara zu begleiten. Sie reisen auf dem Wasserweg und passieren den Hof einer angeblich reichen Witwe, einer gewissen Mona Zoppo. Ihr wird vorgeworfen, ein von ihrem Sohn gestohlenes Vermögen in Gold zu besitzen. Als des Nachts Andrea in das Haus der Witwe zurückkehrt, stellt es sich heraus, dass es sich dabei um seine eigene Mutter handelt und er in Wahrheit Andrea Zoppo heißt.
Mona ist nicht erfreut zu erfahren, dass Andrea sein Studium abgebrochen hat, um unter einem Falschnamen zum Büttel Cesare Borgias zu werden. Sie erwartet, dass Andrea auf den Pfad der Tugend zurückkehrt und seine wirklich Identität wieder annimmt. Belli, der Andrea gefolgt ist, belauscht das Gespräch von Mutter und Sohn. Später, in Ferrara, berichtet Belli dem Herzog und dessen Sohn, einem angesehenen Kanonenhersteller, vom Scheitern seines Mordanschlags auf Andrea. Der Herzog will Andrea verhaften lassen, doch Orsini macht dem Alten klar, dass es keine gute Idee sei, den Abgesandten des allmächtigen Cesare Borgia festzusetzen oder gar zu ermorden, zumal dessen Truppen in Reichweite seien. Dann versucht Orsini seinen Auftrag Cesare Borgias zu erfüllen: Andrea schmeichelt Alfonso, zeigt ihm ein Porträt von der Braut in spe Lucrezia, erwähnt eine im Falle einer Eheschließung ihm zufallende, erhebliche Mitgift und sichert sich schließlich Alfonsos Zustimmung zur arrangierten Ehe. Wieder zurück bei Cesare Borgia, zeigt sich dieser sehr zufrieden vom Erfolg Mission Orsinis und stellt diesem eine neue Aufgabe: Er soll den Herzog von Varano beseitigen. Zu diesem Zweck ernennt Borgia ihn zu seinem Abgesandten an Varanos Hof in Città del Monte und ordnet an, die herzogliche Gattin Camilla zu verführen und den Herzog umzubringen.
Borgia verspricht Andrea, dass, nachdem dieser Città del Monte in seine Hände übergeben haben werde, er keine Einwände mehr gegen Andreas Eheschließung mit Angela haben werde. Ohne dass Andrea etwas davon weiß, bezahlt Borgia den charakterlosen Belli dafür, genau aufzupassen, ob Andrea an ihm, dem mächtigen Fürsten, Verrat begeht. Orsini wird in Herzog Varanos Bergfestung mit einem prachtvollen Bankett begrüßt. Später gesteht Camilla Andrea, dass sie vermutet, Borgia habe ihn mit finsteren Absichten entsandt und warnt den jungen Emissär davor, dass, sollte ihr Mann zu Schaden kommen, sie ihn dafür auf ewig hassen werde. Der Herzog lässt seinerseits Andrea durch die Blume wissen, dass er sich gefälligst von seiner Gattin Camilla fernhalten solle. Im Winter beginnt sich der angehende Künstler seines Talents zu besinnen und fertigt ein Porträt Bellis an. Dem alten Herzog gefällt Andreas Pinselstrich und gibt ihm daher die Erlaubnis, auch Camilla malen zu dürfen. Der Frühling naht, und in Andrea nagen mehr und mehr Zweifel an seiner Rolle im Rahmen der finsteren Ränkespielen seines Auftraggebers Borgia. Während eines Frühlingsfestes kommt ein anderer Borgia-Lakai, Esteban, an, um dem Herzog mitzuteilen, dass Borgia beabsichtige, Camerino anzugreifen. Er bitte daher um die Erlaubnis, das Land Varanos mit seinen Truppen durchqueren zu dürfen. Der Herzog ahnt, dass, wenn er sein Einverständnis dafür geben würde, Borgias Soldaten nie mehr wieder sein Land verlassen werden und lehnt daher vorerst ab. Eine endgültige Entscheidung wolle er seinem eigenen Volk überlassen.
Belli versucht nun auf eigene Faust Herzog Varano umzubringen, wird aber rechtzeitig von Andrea daran gehindert. Belli wirft Andrea vor, sowohl Borgia als auch ihn verraten zu haben und sagt ihm, dass er nicht mehr in seinem Dienst stehen werde. Andrea stellt sich schließlich auf die Seite des Herzogs und bietet diesem an, notfalls auch in den Kampf gegen Cesare Borgia ziehen zu wollen, den sowohl er als auch Herzog Varano für abgrundtief böse halten. Der Herzog wiederum gesteht Andrea, dass seine Gattin Camilla die Tochter eines alten Freundes war und dass er sie nur deshalb geheiratet habe, um ihr eine Zuflucht vor den Feinden ihrer Familie zu gewähren. Andrea und der Herzog führen ihre Truppen in einen erfolgreichen Hinterhalt von Borgias Männern. Dabei stirbt Herzog Varano. Mit seinen letzten Worten bittet er Andrea und Camilla, einander und seinem Volk die Treue zu halten. Cesare Borgia will derweil die Stadt im Handstreich erobern, wird aber von den tapferen Bewohnern zurückgeschlagen. Eine Belagerung folgt, und mit Andreas Hilfe kann die Stadt drei Monate lang in diesem Zustand durchhalten, ehe Hunger und Krankheiten die Kapitulation erzwingen.
Inzwischen sind Camilla und Andrea in Liebe zueinander entbrannt, und Andrea bietet ihr an, ihre Flucht zu arrangieren, doch sie weigert sich, zu gehen. Unerwartet entsendet Borgia Esteban und Belli als Unterhändler. Borgia verspricht, gegenüber Stadt und Bevölkerung Gnade walten zu lassen, fordert aber auch, dass man ihm den „Verräter“ Andrea Orsini aushändige. Camilla macht den Emissären klar, dass sie eher die Stadt in Brand setzen lassen werde, als sich einer solchen Forderung zu beugen. In der folgenden Nacht geht Andrea jedoch heimlich in Estebans Lager und liefert sich seinen Feinden aus. Borgia reitet mit seinen Mannen in Città del Monte ein und lässt bei einem Bankett den durch Folterungen arg in Mitleidenschaft gezogenen Andrea vorführen. Vor Camilla versucht Cesare Orsini noch mehr zu demütigen, in dem er erzählt, dass der „edle“ Andrea doch nichts anderes als ein Bauernlümmel sei, also kein hochrangiger Adeliger, den zu heiraten sich lohne. Doch diese gehässige Bemerkung ändert nichts an ihrer Liebe zu dem mutigen Kämpfer. Auch Andreas Mutter hat Borgia hergeschleppt, um sie mit dem Anblick ihres geschundenen Sohnes zu quälen. Borgia verfügt, dass Andrea öffentlich in einem Käfig bis zu seinem Tode zur Schau gestellt werden solle.
Belli, der inzwischen mit seinen Missetaten bei Borgia viel Ansehen gewonnen hat, protestiert. Er findet, dass dieses Urteil noch viel zu mild sei und fordert, dass man Andrea die Augen ausstechen möge. Dann solle er als blinde, geschundene Kreatur durch die Lande laufen. Borgia stimmt diesem grausamen Vorschlag zu, ahnt aber nicht, dass Belli damit etwas im Schilde führt. Nur zum Schein sticht er Andreas Augen aus. Borgia, der nicht bemerkt, dass er getäuscht wurde, ernennt daraufhin Belli zum Hauptmann seiner Truppen und macht sich auf den Weg, Camerino anzugreifen. Nachdem Andrea und seine Mutter auf ihren Hof zurückgekehrt sind, überbringt Belli ihm die Nachricht, dass Camilla versucht habe, ihm zu folgen und dabei von Esteban festgesetzt wurde. Andrea kehrt in nach Città del Monte zurück, um das Volk gegen Borgias Garnison zu erheben und Camilla zu retten. Andrea überwältigt Esteban in einem Degenduell, und Borgias Truppen werden besiegt. Sein Wunschtraum, ganz Italien zu regieren, ist geplatzt, und Andrea und Camilla haben geheiratet.

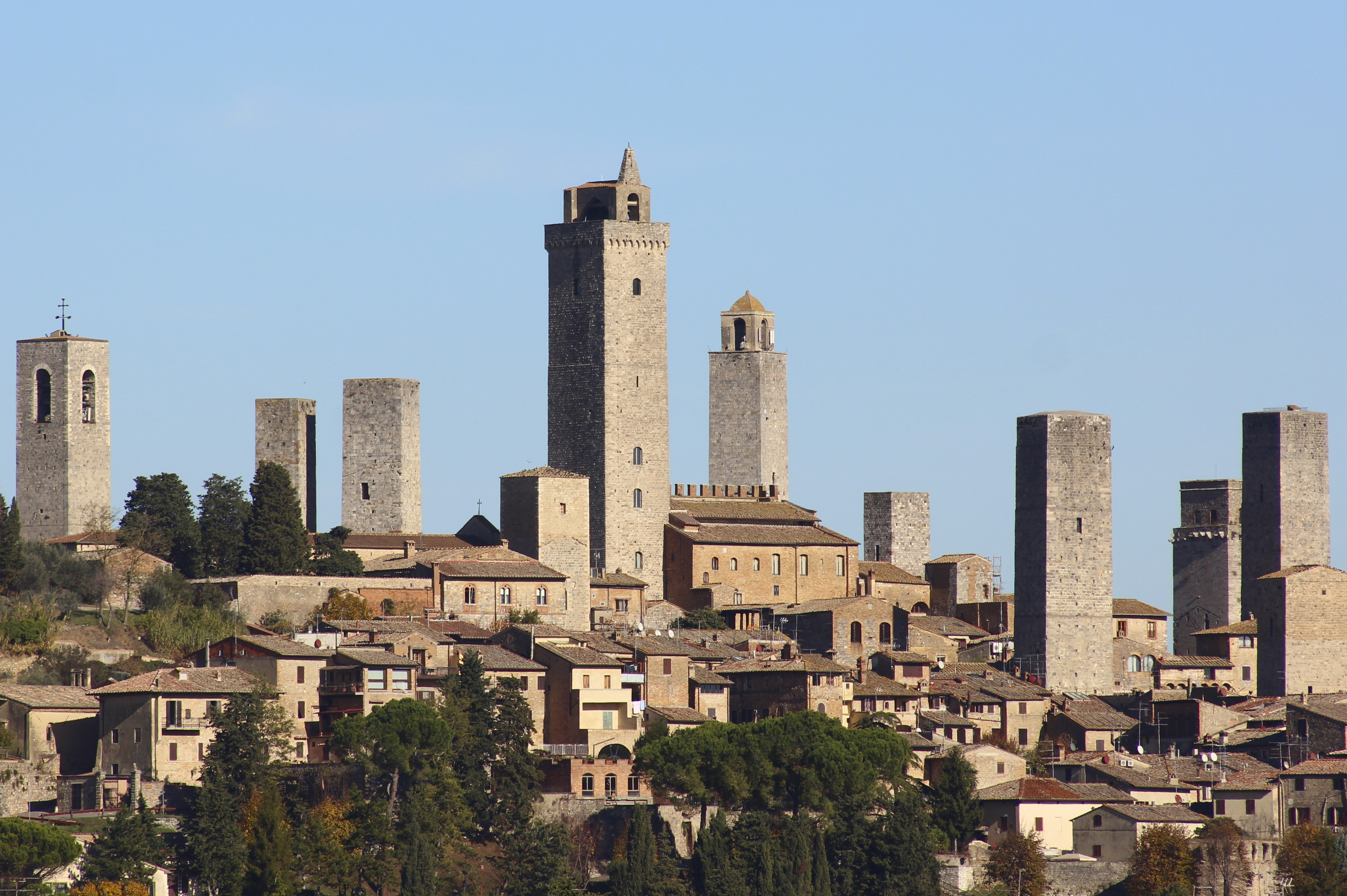
Zwei der mittelalterlichen Drehorte:
das historische San Gimignano

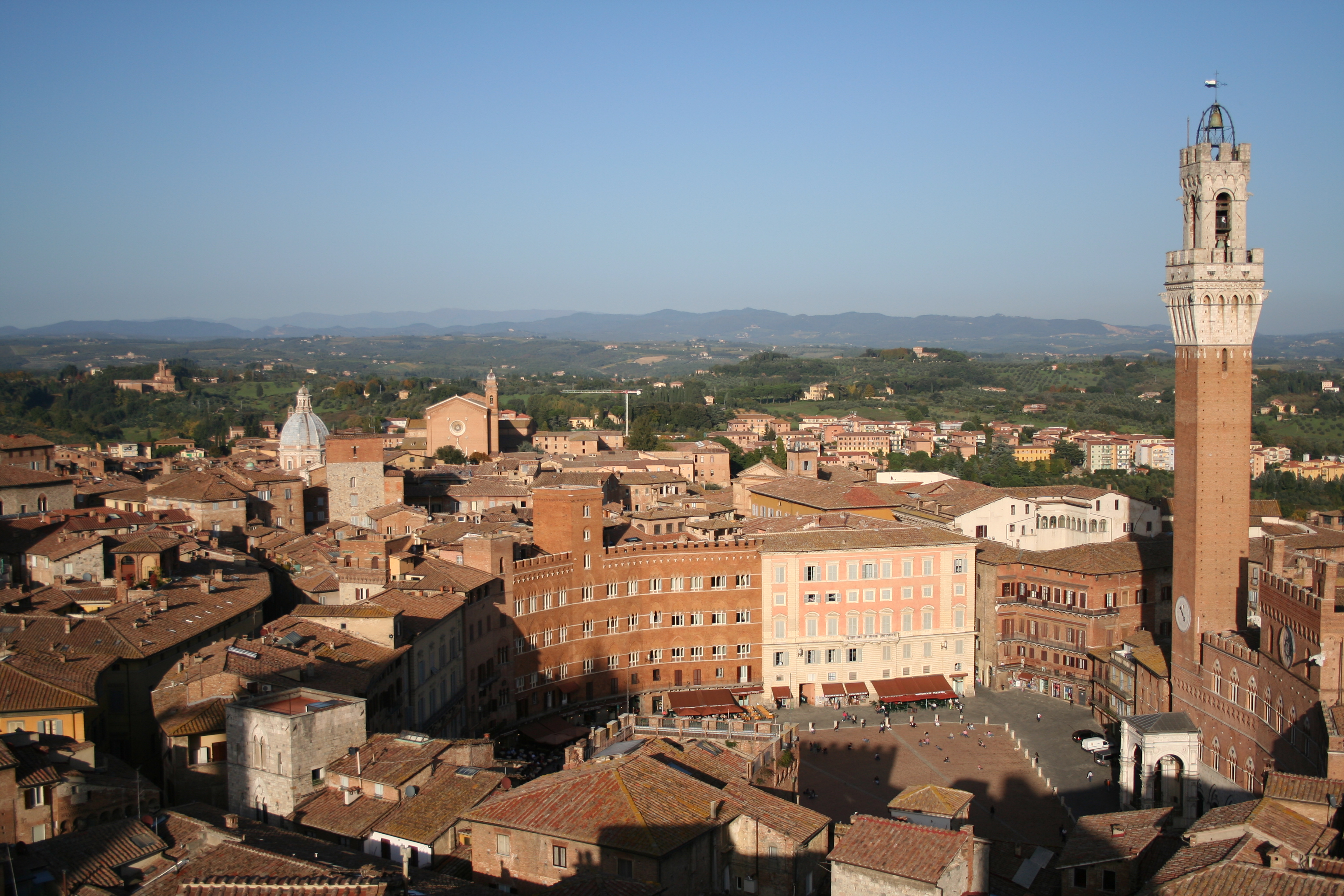
… und das historische Siena

## Produktionsnotizen
In den Klauen des Borgia war ein überaus aufwändiger und kostspieliger Film, nicht nur aufgrund der Filmbauten und Kostüme, sondern vor allem wegen der Drehorte, die sich allesamt in Italien befanden, darunter die Toskana, Siena (im Bild rechts), Rom, Florenz, San Gimignano (im Bild rechts), Latina, Terracina und das Veneto mit Venedig. Auch im Zwergstaat San Marino wurden Aufnahmen angefertigt. Regisseur Henry King reiste bereits im April 1948 zwecks Besichtigung der Drehorte an, der Großteil der Crew folgte im Juni desselben Jahres. Die Dreharbeiten begannen Ende August 1948 und zogen sich vier Monate bis Jahresende 1948 hin. Mitte Februar 1949 kam es zu einigen Nachdrehs.
Die Weltpremiere fand in mehreren Städten statt: Am 8. November 1949 konnte man In den Klauen des Borgia in Kairo, Manila, Quito und São Paulo sehen. US-Premiere war am 9. Dezember 1949 in Los Angeles. In Deutschland konnte man den Streifen ab dem 22. Juni 1950 sehen.
Darryl F. Zanuck übernahm die Herstellungsleitung. Die Filmbauten schufen Lyle Wheeler und Mark-Lee Kirk. Thomas Little besorgte die Ausstattung. Vittorio Nino Novarese entwarf die Kostüme.
Leon Shamroys Schwarzweiß-Kameraarbeit und die kostümbildnerische Leistung Novareses wurden jeweils für den Oscar nominiert.

## Kritiken
Die Kritiken fielen gemischt aus. Nachfolgend vier Beispiele:
Der Movie & Video Guide nannte den Film ein „prachtentfaltendes, unglaublich hübsches Kostümepos“ und konstatierte überdies eine „üppige Kameraarbeit“.

„Das prätentiöse Kapitel Pseudo-Geschichte übersteigt niemals das rein Spektakuläre, schwebt zumeist um das konventionell Banale herum und steigt schließlich in das unverzeihlich Plumpe ab.“

Halliwell‘s Film Guide konstatierte: „Gut aussehende historische Fiktion“.
Im Lexikon des Internationalen Films heißt es: „Gut gemachtes pseudohistorisches Mantel-und-Degen-Abenteuer in monumentaler Ausstattung.“